# 真島俊夫
真島俊夫（英文：Toshio Mashima，日文：ましま としお，1949年2月21日 - 2016年4月21日），日本作曲家、編曲家。

## 簡介
真島俊夫出生於日本山形縣鶴岡市，中學時代加入吹奏樂部擔任長號手，神奈川大學工學院畢業，在學其間參加神奈川大學管樂團，畢業後以獎學金優等生的身份進入山葉音樂學院的山葉管樂指揮課程（ヤマハ・バンド・ディレクターズ・コース），導師包括兼田敏、内堀誠。
2008年7月，他的作品集已發布的《King Record》。

## 主要作品

### 吹奏樂作品
- 五首沖繩民謡組曲
- 美麗的雙翼
- 交響詩「美麗的高山歌」
- 交響詩「臺灣」(靈感來自魯凱族的歌謠：鬼湖之戀)
- 「Applause」前奏曲
- 櫻花綻放的時候
- 巴里的幻影
- 太陽是水平線燃燒起來
- Bay Breeze
- 輝 け青春

#### 全日本吹奏樂大賽課題曲
- 「海浪上看到的風景」交響詩（1985年）
- Coral Blue〜沖繩民謡「谷茶前」為主題的夜交響印象〜（1991年）
- 五月之風（1997年）

## 外部連結
- 真島俊夫 公式ウェブサイト
- アトリエ・エム （页面存档备份，存于）